# 古亭三六九
古亭三六九是台北市中正區一家老字號的手工包子店，創立於1968年，主要特色是承襲老上海的傳統手藝和口味。

## 歷史
創始人蘇慶輝先生是早年台北市衡陽路「首都三六九公共食堂」的末代學徒，由於老東家的歇業，秉持著延續傳統手藝的理念，決定另起爐灶，將店址選在位於台北市大安區古亭市場內。非凡電視台節目《非凡大探索》先後兩次進行採訪與報導。

2008年初古亭市場因改建拆遷，店址於同年底搬遷至台北市同安街一帶。目前第一代老闆蘇先生已經退休，現在由第二代的老闆女婿江勝吉先生接手經營。

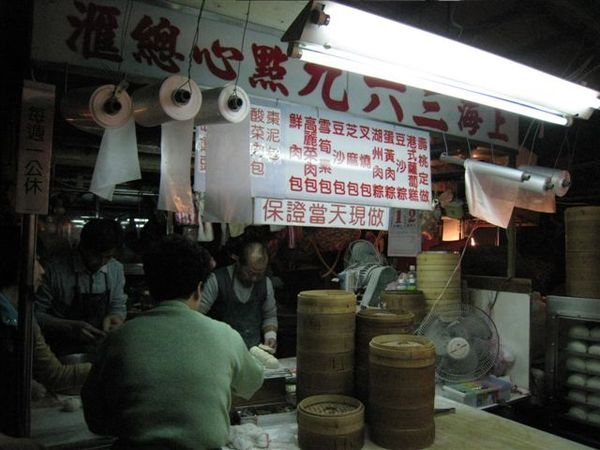
1.早期在古亭市場內的影像

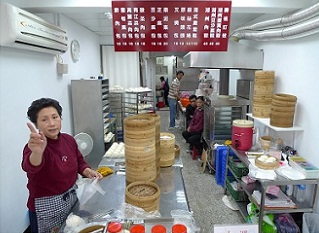
2.店面搬遷至同安街後的影像

## 軼聞
在華人地區有相當多以"三六九"這組數字命名的產業。關於三六九的由來有傳聞是早期的上海人愛打麻將，一般聽牌又以一四七、二五八、三六九為最好的牌勢，這三組號碼又以三六九為最大，所以早年在大陸地區的上海人就常以它做為商號的命名，現在中國大陸、香港澳門地區、台灣等地都有以此命名的相關產業。例如:三六九飯店、三六九旅社、三六九餐廳等等

1949年隨著中華民國政府遷台，台灣最早以三六九命名的人是「首都三六九公共食堂」的老闆劉先生，餐廳就位於現在台北市的衡陽路上(1960年代中期由於劉老闆年事已高身故後，交由其內人接手經營，最終因租約的問題結束營業)。

## 外部連結
- YouTube上的非凡大探索~古亭三六九 上海包子店 Part-1 (台北市場美食報導).Jin Huan Xu.2011年10月30日
- YouTube上的非凡大探索~古亭三六九 上海包子店 Part-2 (台北最道地上海包子報導).Jin Huan Xu.2011年11月3日
- 古亭三六九 上海包子店的Facebook專頁